# Nicolas Beatrizet

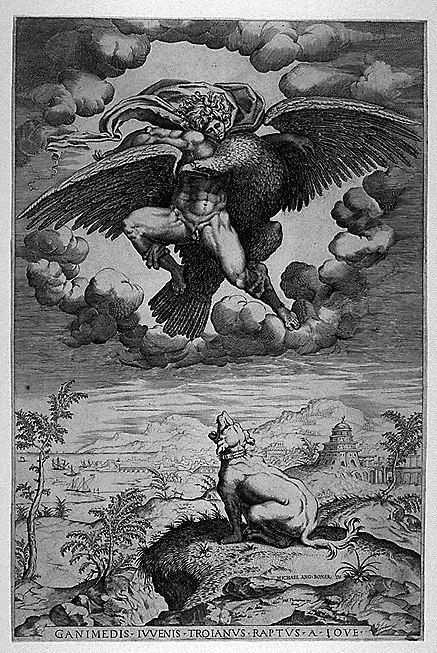
N. Beatrizet: Der Raub des Ganymed, Kupferstich nach einem Motiv von Michelangelo, 16. Jahrhundert

Nicolas Beatrizet (* 1515 in Thionville; † 1565 in Rom) war ein Kupferstecher französischer Herkunft, der im Norditalien der Renaissance tätig war. Er stammte eventuell von einer Familie von Goldschmieden aus Nancy in Lothringen ab, ließ sich jedoch in Rom nieder, wo er von ca. 1540 bis zu seinem Tod tätig war.

## Werk
Das Werk von Nicolas Beatrizet umfasst mehr als 100 erhaltenen Stiche. Es sind Stiche mit religiösen Motiven, z. B. nach Bildern von Raphael oder Michelangelo sowie profane Motive aus Mythologie, Allegorie und Architektur der Antike, wie z. B. eine Amazonenschlacht oder Abbildungen des Panoramas des antiken Roms. Daneben sind einige Porträts bekannt. Beatrizet veröffentlichte zu Lebzeiten sein Werk durch Werkstätten und Herausgeber in Rom, z. B. zuerst bei Tommaso Barlacchi, eventuell später auch in Selbstverlag.
Beatrizet hat eventuell auch anatomische Abbildungen, wie z. B. im Jahr 1556 einige Stiche zur Illustration der medizinischen Abhandlung des Juan Valverde de Amusco erstellt. Diese Vermutung beruht auf Initialen, die sich auf solchen Stichen finden.

## Arbeitsstil
Die Arbeitsweise und Motivwahl des Nicolas Beatrizet steht der des Marcantonio Raimondi (* 1480, † 1534) an nahe, dessen Stil er von Vorlagen übernahm. Doch konnte er wohl nach Meinung einiger Experten in der Kunsthistorik die hohe künstlerische Fertigkeit und Qualität seines Vorbildes nicht unbedingt nachahmen.

## Meister mit dem Würfel?
Die Zuschreibung von Werken eines anonymen Kupferstechers, des sogenannten Meister mit dem Würfel an Nicolas Beatrizet hat sich wegen fachlicher Widersprüche nicht durchgesetzt.